# Браеркліфф-Ейкерс (Південна Кароліна)
Браеркліфф-Ейкерс (англ. Briarcliffe Acres) — місто (англ. town) в США, в окрузі Горрі штату Південна Кароліна. Населення — 479 осіб (2020).

## Географія
Браеркліфф-Ейкерс розташований за координатами 33°47′24″ пн. ш. 78°44′56″ зх. д. / 33.79000° пн. ш. 78.74889° зх. д. (33.789984, -78.748997).  За даними Бюро перепису населення США в 2010 році місто мало площу 1,70 км², уся площа — суходіл.

## Демографія
Згідно з переписом 2010 року, у місті мешкало 457 осіб у 205 домогосподарствах у складі 144 родин. Густота населення становила 269 осіб/км².  Було 243 помешкання (143/км²).
Расовий склад населення:
| - 95,8 % — білих - 1,1 % — чорних або афроамериканців - 0,9 % — вихідців з тихоокеанських островів - 0,7 % — азіатів |

До двох чи більше рас належало 1,5 %. Частка іспаномовних становила 1,1 % від усіх жителів.
За віковим діапазоном населення розподілялося таким чином: 13,3 % — особи молодші 18 років, 53,7 % — особи у віці 18—64 років, 33,0 % — особи у віці 65 років та старші. Медіана віку мешканця становила 59,5 року. На 100 осіб жіночої статі у місті припадало 85,0 чоловіків;  на 100 жінок у віці від 18 років та старших — 85,9 чоловіків також старших 18 років.
Середній дохід на одне домашнє господарство  становив 150 883 долари США (медіана — 90 417), а середній дохід на одну сім'ю — 176 155 доларів (медіана — 109 583). За межею бідності перебувало 10,3 % осіб, у тому числі 10,5 % дітей у віці до 18 років та 1,3 % осіб у віці 65 років та старших.
Цивільне працевлаштоване населення становило 205 осіб. Основні галузі зайнятості: освіта, охорона здоров'я та соціальна допомога — 35,6 %, науковці, спеціалісти, менеджери — 16,1 %, мистецтво, розваги та відпочинок — 14,1 %, роздрібна торгівля — 13,2 %.